# Anne Penesco
Anne Penesco, née Anne Crépin est une musicologue, universitaire et biographe française.

## Éléments biographiques
Titulaire d'un doctorat d'État en musicologie, Anne Penesco a été maître de conférences à l'université de Metz, puis chargée de cours à l'Institut de musicologie de la Sorbonne, avant d'être titularisée professeur des universités en 1993, alors qu'elle enseignait déjà à l'université Lumière-Lyon-II. Elle y exerce, au sein du département de musique et musicologie de la Faculté des lettres, sciences du langage et arts, la responsabilité pédagogique du master recherche en arts (musique et musicologie).
Par ailleurs, elle est titulaire d'un doctorat en esthétique et science des arts, mais aussi diplômée en lettres classiques, en roumain et en italien.

## Publications
Biographies
- Mounet-Sully : l'homme aux cent cœurs d'homme, éditions du Cerf, coll. « Histoire », Paris, 2005, 620 p. + 16 p. de planches illustrées,  (ISBN 2-204-07802-6), (BNF 40133023)
- Paul Mounet : le tragédien qui parlait aux étoiles, éditions du Cerf, coll. « Biographie », Paris, 2009, 506 p.,  (ISBN 978-2-204-08868-8), (BNF 42085923)

Musicologie
- Les Instruments du quatuor : technique et interprétation, éditions La Flûte de Pan, Paris, 1986, 224 p.,  (ISBN 2-903267-24-3), (BNF 34975155)
- Les instruments à archet dans les musiques du XXe siècle, éditions Honoré Champion, coll. « Musique-musicologie » no 21-22, Paris, 1992, 399 p.,  (ISBN 2-85203-223-6), (BNF 35538209)
- Du baroque à l'époque contemporaine : aspects des instruments à archet (textes réunis et présentés par Anne Penesco), éditions Honoré Champion, coll. « Musique-musicologie » no 23, Paris, 1993, 192 p.,  (ISBN 2-85203-305-4), (BNF 35609748)
- Études sur la musique française : autour de Debussy, Ravel et Paul Le Flem (textes réunis et présentés par Anne Penesco), Presses universitaires de Lyon, coll. « Cahiers du Centre de recherches musicologiques », Lyon, 1994, 107 p.,  (ISBN 2-7297-0503-1), (BNF 35739135)
- Itinéraires de la musique française : théorie, pédagogie et création (textes réunis et présentés par Anne Penesco, dont un texte de Janine Cizeron: Les méthodes de violon françaises aux XIIe et XIIIe siècles), Presses universitaires de Lyon, coll. « Cahiers du Centre de recherches musicologiques », Lyon, 1996, 234 p., [ISBN erroné selon le cat. gén. de la BNF], (BNF 36688950)
- Défense et illustration de la virtuosité (textes réunis et présentés par Anne Penesco), Presses universitaires de Lyon, coll. « Cahiers du Centre de recherches musicologiques », Lyon, 1997, 213 p.,  (ISBN 2-7297-0547-3), (BNF 37065887)
- Georges Enesco et l'âme roumaine (avec une préface de Yehudi Menuhin), Presses universitaires de Lyon, coll. « Cahiers du Centre de recherches musicologiques », Lyon, 1999, 90 p.,  (ISBN 2-7297-0610-0), (BNF 37038281)
- Mounet-Sully et la partition intérieure, Presses universitaires de Lyon, coll. « Cahiers du Centre de recherches musicologiques », Lyon, 2000, 149 p.,  (ISBN 2729706445), (BNF 37105960)

Histoire et critique littéraire
- Oralité du texte et écriture des voix dans “À la recherche du temps perdu”, Paris, Classiques Garnier, coll. « Bibliothèque proustienne », 2021, 386 p.  (ISBN 978-2-406-10324-0)

Copublications
- Charles Wagner, L'homme est une espérance de Dieu : anthologie (textes choisis et présentés par Anne Penesco et Geoffroy de Turckheim, avec un avant-propos de Patrick Cabanel), coédition Van Dieren et Église réformée de la Bastille Foyer de l'âme, coll. « Débats » no 8, Paris, 2007, 173 p.,  (ISBN 978-2-911087-60-8), (BNF 41098430)